# Gaulchovang
Gaulchovang – u Indian Kagaba bogini-matka obecna przy porodzie w postaci nietoperza.